# Safari Express
Safari Express è un film del 1976, diretto da Duccio Tessari ed interpretato da Giuliano Gemma, Ursula Andress, Jack Palance e Lorella De Luca.
La coppia Gemma-Andress era già stata protagonista di Africa Express, con medesima ambientazione, diretto l'anno prima da Michele Lupo.

## Trama
Africa equatoriale, 1951: John Baxter, dipendente di un'agenzia africana di turismo, si imbatte in Miriam, una splendida donna che ha perso la memoria. Decide di aiutarla, ma si trova coinvolto in sparatorie e attentati: la donna è infatti stata testimone di molte angherie compiute da un malvagio avventuriero olandese.

## Critica
Il Morandini lo considera un "modesto film d'avventura che ricalca la formula del precedente Africa Express, con gli stessi attori: storia d'amore, scazzottate, personaggi stereotipati, acrobazie, folclore".